# Гульрипшский муниципалитет
Гульрипшский муниципалитет (груз. გულრიფშის მუნიციპალიტეტი, абх. Гәылрыҧшь амуниципалитет; до 2006 года — Гульрипшский район) — административная единица в Грузии, формально входит в Абхазскую Автономную Республику. Административный центр — Гульрипш.
Фактически муниципалитет располагается на территории Гульрипшского района частично признанной Республики Абхазии.

Гульрипшский муниципалитет на карте Грузии.

## Население
После войны в Абхазии 1992—1993 годов фактически территория муниципалитета управляется Республикой Абхазией — частично признанным государством, за исключением верхней части Кодорского ущелья, где с 28 сентября 2006 года по 12 августа 2008 года располагалось грузинское правительство Абхазии в изгнании. После проведения операции абхазских вооружённых сил над территорией Кодорского ущелья был установлен контроль органов власти Республики Абхазии. Перепись населения в Гульрипшском муниципалитете правительством Грузии более не проводилась.
| Верхняя Абхазия |
| 2002            |
| --------------- |
| 1956            |